# Бжезіни (Кутновський повіт)
Бжезіни (пол. Brzeziny) — село в Польщі, у гміні Жихлін Кутновського повіту Лодзинського воєводства.
Населення — 88 осіб (2011).
У 1975—1998 роках село належало до Плоцького воєводства.

## Демографія
Демографічна структура станом на 31 березня 2011 року:
|          | Загалом | Допрацездатний вік | Працездатний вік | Постпрацездатний вік |
| -------- | ------- | ------------------ | ---------------- | -------------------- |
| Чоловіки | 47      | 8                  | 31               | 8                    |
| Жінки    | 41      | 5                  | 21               | 15                   |
| Разом    | 88      | 13                 | 52               | 23                   |